# Thor Högberg
Karl Thor Desiré Högberg, född 7 december 1864 i Tjärstads socken, död 23 februari 1939 i Stockholm, var en svensk tidningsman.
Thor Högberg var son till kyrkoherden Carl August Högberg. Efter skolgång i Linköping och mogenhetsexamen 1884 inskrevs Högberg samma år vid Uppsala universitet, där hans studier dock inte ledde till någon examen. Från 1889 ägnade han sig åt privat lärarverksamhet i Sverige och Tyskland och studerade 1892–1893 vid Sorbonne i Paris. 1893 blev han medarbetare vid Svenska telegrambyrån, där han 1908 blev chef för utrikesavdelningen, och som sådan kvarstod han till bolaget 1920 uppgick i AB Förenade telegrambyråer. 1921 knöts han till Tidningarnas telegrambyrå som chef för utrikesbyrån och kvarstod på denna post till 1929. Högberg var delegat vid internationella presskonferensen i Paris 1900 och representant för Tidningarnas telegrambyrå vid den av Nationernas Förbund föranstaltade internationella telegrambyråkonferensen i Genève 1926. Högberg var under några år ledamot av styrelsen för Alliance française i Stockholm.